# Marcos García Barreno
Marcos García Barreno (ur. 21 marca 1987 w Sant Antoni de Portmany) – hiszpański piłkarz występujący na pozycji pomocnika w CD Ibiza Islas Pitiusas.

## Życiorys
Wychowanek Villarreal CF, w swojej karierze grał także w takich zespołach jak Recreativo Huelva, Real Sociedad, Real Valladolid, Xerez CD, SD Ponferradina, CE Sabadell, Górnik Łęczna, Beroe Stara Zagora i Miedź Legnica. Były młodzieżowy reprezentant Hiszpanii, w 2004 roku wraz z kadrą do lat 17 sięgnął po młodzieżowe wicemistrzostwo Europy.

## Statystyki kariery
(aktualne na dzień 12 stycznia 2016)
| Klub                     | Sezon              | Liga               | Liga  | Liga   | Puchar kraju | Puchar kraju | Europa | Europa | Suma  | Suma   |
| Klub                     | Sezon              | Liga               | Mecze | Bramki | Mecze        | Bramki       | Mecze  | Bramki | Mecze | Bramki |
| ------------------------ | ------------------ | ------------------ | ----- | ------ | ------------ | ------------ | ------ | ------ | ----- | ------ |
| Villarreal CF            | 2004/05            | Primera División   | 0     | 0      | 0            | 0            | 3      | 0      | 3     | 0      |
| Villarreal CF            | 2005/06            | Primera División   | 0     | 0      | 0            | 0            | 0      | 0      | 0     | 0      |
| Villarreal CF            | 2006/07            | Primera División   | 29    | 3      | 4            | 0            | 1      | 0      | 34    | 3      |
| Recreativo Huelva (wyp.) | 2007/08            | Primera División   | 19    | 1      | 4            | 1            | –      | –      | 23    | 2      |
| Real Sociedad (wyp.)     | 2008/09            | Segunda División   | 38    | 4      | 2            | 1            | –      | –      | 40    | 5      |
| Real Valladolid          | 2009/10            | Primera División   | 19    | 2      | 2            | 0            | –      | –      | 21    | 2      |
| Villarreal B (wyp.)      | 2010/11            | Segunda División   | 38    | 2      | –            | –            | –      | –      | 38    | 2      |
| Real Valladolid          | 2011/12            | Segunda División   | 24    | 1      | 1            | 1            | –      | –      | 25    | 2      |
| Xerez CD                 | 2012/13            | Segunda División   | 30    | 4      | 1            | 0            | –      | –      | 31    | 4      |
| SD Ponferradina          | 2013/14            | Segunda División   | 28    | 2      | 1            | 0            | –      | –      | 29    | 2      |
| CE Sabadell              | 2014/15            | Segunda División   | 27    | 1      | 3            | 0            | –      | –      | 30    | 1      |
| Miedź Legnica            | 2015/16            | I liga             | 10    | 3      | 0            | 0            | –      | –      | 10    | 3      |
| Górnik Łęczna            | 2015/16            | Ekstraklasa        | 0     | 0      | 0            | 0            | –      | –      | 0     | 0      |
| Ogólnie w karierze       | Ogólnie w karierze | Ogólnie w karierze | 262   | 23     | 18           | 3            | 4      | 0      | 284   | 26     |